# Escrione di Siracusa
Escrione di Siracusa (in greco antico: Αἰσχρίων?, Aischríōn; Siracusa, I secolo a.C. – ...) è stato un siracusano, marito putativo di Pipa e amico di Gaio Licinio Verre.
Frequentemente citato nelle Verrine di Cicerone (II, 14; V, 12 e 31), aiutò Verre nel suo saccheggio di Siracusa (II, 21) e ottenne l'appalto delle decime di Erbita (III, 31).